# Lawrenceville (New Jersey)
Pour les articles homonymes, voir Lawrenceville.
Lawrenceville est une census-designated place et une communauté non incorporée située dans le Lawrence Township dans le comté de Mercer au New Jersey, aux États-Unis.
Lawrenceville est située à peu près à mi-chemin entre Princeton et Trenton.

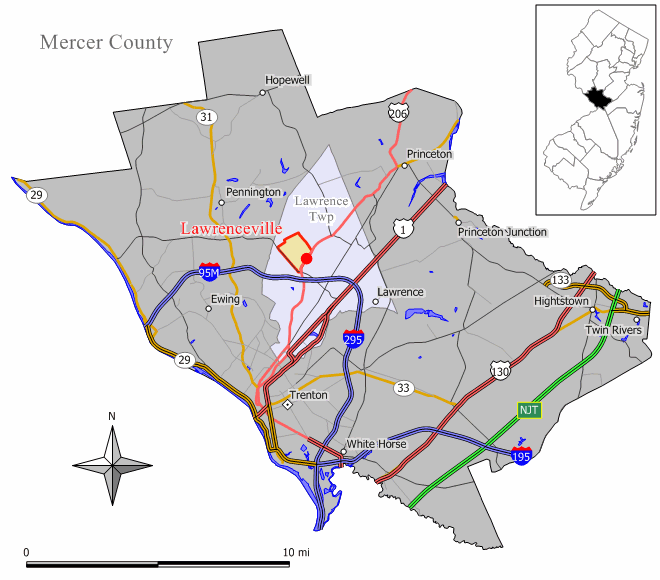
Carte de Lawrenceville dans le comté de Mercer.